# 膳所茶
膳所茶（ぜぜちゃ）は、幕末に日本初めての対米輸出品となった緑茶。

## 歴史
江戸時代、膳所藩領内の山手の柿ヶ坂で良質の茶を産出していた。嘉永6年（1853年）、浦賀にマシュー・ペリー率いる黒船が来航した際､幕府の全権林大学頭とその随行員5名がペリーの船室に招待された。ペリーから「貴国においてはコーヒーのような飲み物はないのか」と言われた際、随行の一人に膳所藩の儒者関藍梁が所持していた自藩の産品の茶を饗したところ、大変気に入られ、「貴国の生糸とこの茶が欲しい」と望まれた。使命が終えた藍梁は、藩主に茶の生産を奨励することの必要性を説いた。それをきっかけに、元藩士の太田重兵衛に宇治で茶の製法等を習得させ、藩内での製茶に成功したため藩の御茶司に任命した。さらに、当時原野だった園山の十三町歩の土地を開墾し、藩の特産品に仕立てた。信楽焼の茶壷に入れて神戸、横浜から輸出し、初の対米輸出品となった。